# Тимофеев, Николай Иванович
Николай Иванович Тимофеев (1936—2018) — российский инженер, учёный-металлург, лауреат Государственной премии СССР.

## Биография
Родился 15 мая 1936 года в Свердловске.
Окончил Уральский политехнический институт им. С.М. Кирова (1958) по специальности «Литейное производство черных и цветных металлов».
Работал на Свердловском заводе по обработке цветных металлов: инженер-исследователь, руководитель группы, начальник отделения, начальник центральной лаборатории, заместитель главного инженера, с 1985 г. — директор завода.
В 1993—2004 гг. генеральный директор, с 2004 г. председатель совета директоров, президент ОАО «Екатеринбургский завод по обработке цветных металлов». Генеральный директор холдинга «Драгоценности Урала», президент Уральской золото-платиновой компании, ректор Уральского золото-платинового института.
Кандидат технических наук (1974), тема диссертации «Влияние легирующих элементов на водородопроницаемость и физико-механические свойства палладия и разработка сплавов для диффузионных фильтров водорода».
Разработки:
- водородная мембранная технология на основе палладия и его сплавов,
- жаропрочные материалы на основе платины для аппаратов в производстве стеклянного волокна и оптического стекла,
- катализаторные материалы в производстве азотной кислоты,
- создан новый класс материалов «серебряная бронза»,
- усовершенствовал схему аффинажа шлиховой платины и процессы извлечения благородных металлов из техногенного сырья.

Получил 230 авторских свидетельств и патентов, опубликовал более 200 научных работ, 14 монографий и книг.
Государственная премия СССР (1982) — за разработку новых жаропрочных материалов из платины, палладия, рутения, родия и иридия с уменьшенным содержанием платины.
Премия имени братьев Черепановых (1998) — за работу по ресурсосбережению в условиях завода, создание и внедрение гаммы сплавов с уменьшенным содержанием благородного металла, внедрение новой схемы аффинажа шлиховой платины и новых процессов извлечения благородных металлов из техногенного сырья.
Награждён орденом Дружбы (1996).
Скончался 30 августа 2018 года. Похоронен на Широкореченском кладбище.

### Сочинения
- Платина России [Текст] : к 100-летию Екатеринбургского завода по обработке цветных металлов / Валентин Лукьянин, Николай Барабошкин, Николай Тимофеев. — 2-е изд., доп. — Екатеринбург : ПАКРУС, 2016. — 476, [2] с. : ил., портр., факс.; 25 см; ISBN 978-5-91700-024-4 : 500 экз.